# Dick Toering
Dick Toering (Almelo, 1958), is een Nederlandse gitarist. Hij woont en werkt in de Nederlandse provincie Groningen.
Hij speelt klassieke gitaar en elektrische gitaar en werkt als componist, op het gebied van hedendaagse, experimentele en geïmproviseerde muziek.  

## Biografie
Toering speelde in diverse bands. De belangrijkste waren Kleg, waarvan de tweede cd Zing werd geproduceerd door de gitarist Lee Ranaldo van Sonic Youth. Andere bands waren Soom (met Ivo Bol, Henri Alles en Wim Sebo) en Lister, waarvoor Dick Toering veel materiaal componeerde.
Hij heeft in de loop der jaren met verschillende muzikanten en componisten samengewerkt, zoals met David Dramm, Johanna Varner, Han Bennink, Meinrad Kneer en Keir Neuringer.
Zijn gitaarstijl kenmerkt zich door analoge geluidseffecten en geprepareerde klanken. Holly Moor zei over Toering: Toering speelt gitaar op een zijn eigen unieke manier, met speciaal geprepareerde elektrische gitaren, en op zijn eerste soloalbum, Quiet music never ends, hoor je alleen zijn gitaren, en je ziet de stille uitgestrektheid van dat wijdse Groninger landschap er bijna bij.
Hij nam deel aan opnames met Johanna Varner en Horst Konietzny voor de Bayerischer Rundfunk. Na het duoalbum Fragile bones of music met Roland Graeter presenteerde hij in 2011 zijn soloalbum Quiet music never ends.  Sinds 2009 speelt Dick Toering in verschillende ensembles met de Oostenrijkse celliste Johanna Varner, met de dichteres en zangeres Leonieke Toering, sinds 2013 in het Nederlandse Ensemble Klangwelt Station met Johanna Varner en de Duitse bassist Meinrad Kneer.
Dick Toering is oorspronkelijk opgeleid als klassiek gitarist en had les van Willem van Lier aan het Prins Claus Conservatorium Groningen. In 2020 verschijnt zijn eerste klassieke solo cd met muziek van Johann Sebastian Bach, Joaquin Rodrigo en Fernando Sor.

## Discografie
- 1991: Kleg: eating & sleeping (Henk Jansen, Horst Rickels)
- 1993: Kleg: Zing (Lee Ranaldo)
- 2007: Lister: Cold start (Dick Toering)
- 2009: Lister: Electrisch vuur (Dick Toering)
- 2010: Johanna Varner: SOLO (Listermusic) producer Dick Toering
- 2011: Dick Toering & Roland Graeter: fragile bones of music  (Listermusic) producer Dick Toering
- 2011: Ammü Quartet: Ümma (Listermusic) producer Dick Toering
- 2011: Dick Toering: Quit music never ends  (Listermusic) producer Dick Toering
- 2012: Toering, Varner, Treuheit: usquert 1-11  (Listermusic) producer Dick Toering
- 2012: Klangwelt Station: The music exhibition, Johanna Varner, Meinrad Kneer,  (Listermusic) producer Dick Toering
- 2018: Boreas Duo: Klassieke CD Johanna Varner, Cello Dick Toering Guitar  (Listermusic) producer Dick Toering